# Georg Pictorius
Georg Pictorius (Villingen, 1500 circa – Bärenthal, 1569) è stato un medico e scrittore tedesco, attivo nel periodo del Rinascimento tedesco.

## Biografia
Esercitò come medico dal 1540 a Ensisheim. Nel suo libro sulla magia condannò la stregoneria, appoggiando i processi alle streghe della sua epoca: «se le streghe non vengono bruciate, il numero di queste furie si gonfia in un mare così immenso che nessuno potrebbe vivere al sicuro dai loro incantesimi e dalle loro illusioni».
Tra le sue opere mediche, Lasz Büchlin (1555) sul salasso e Baderbüchlin (1560) sulla balneoterapia.
La sua Frauenzimmer ginecologica dà consigli cosmetici per le donne, dalla soppressione di odori sgradevoli alla modellatura del loro seno.

## Opere
- Theologia mythologica, Freiburg, Ioannes Emmeus, 1532.
- Medicinae tam simplices quam compositae, Basel, Heinrich Petri, 1560.